# Waldenburger Kreisbahn
Die Waldenburger Kreisbahn war das System elektrischer Straßenbahnlinien, die den Nahverkehr in der niederschlesischen Stadt Waldenburg, heute Wałbrzych, und ihren Nachbarorten bedienten.

## Geschichte
Das Eulengebirge geht nach Nordwesten in das Waldenburger Bergland über. Dieses ist nach der – seit 1924 kreisfreien – Stadt benannt, die das Zentrum des niederschlesischen Steinkohlenbergbaus bildete. Obwohl im Stadtgebiet von Waldenburg und seiner Umgebung zwischen 1853 und 1877 Eisenbahnstrecken mit mehreren Stationen errichtet wurden, wuchs im Laufe der Jahre das Bedürfnis nach einer weiteren Verdichtung des Verkehrsnetzes. Die Industriellen der Stadt suchten nach einer Möglichkeit, die Fabrikarbeiter vom Wohnort zum Arbeitsort zu transportieren, damit diese nicht durch lange Fußmärsche bereits vor Arbeitsbeginn ihre Kraft verlieren würden. Auch die Besucher von Bad Salzbrunn gehörten zu den potentiellen Fahrgästen.
Bereits 1895 wurde eine elektrische Straßenbahnlinie zwischen Waldenburg, Freiburg in Schlesien und Schweidnitz geplant. Schweidnitz befürchtete eine Benachteiligung seines Standortes gegenüber Waldenburg. Waldenburg ließ sich aber von seinen Plänen nicht abhalten.

## Niederschlesische Elektricitäts- und Kleinbahn-AG
Die am 6. Juli 1896 gegründete Niederschlesische Elektricitäts- und Kleinbahn-AG eröffnete am 12. September 1898 die erste elf Kilometer lange, meterspurige Straßenbahnlinie von dem westlich gelegenen Nachbarort Hermsdorf zur Innenstadt und über den Stadtteil Altwasser nach Norden bis Niedersalzbrunn. Ein halbes Jahr später, am 26. März 1899, folgte die Linie vom Stadtzentrum nach Süden zum Bahnhof Dittersbach, dem wichtigsten Bahnhof der Stadt. In nordwestlicher Richtung kam am 15. September 1907 noch eine Verbindung vom Zentrum nach Ober Salzbrunn hinzu, das seit 1935 Bad Salzbrunn hieß. Diese Linie war damit zehn Kilometer lang. Den Bau der Straßenbahn führte die Firma Siemens & Halske aus Berlin durch. Knotenpunkt in der Innenstadt waren der Ring und weiter nördlich der Vierhäuser Platz, in dessen Nähe der Betriebsbahnhof an der Weißsteiner Straße lag.
Die bisherige Kleinstadt Waldenburg, die das Gebiet der heutigen Innenstadt abdeckte, begann durch den Bau neuer Straßenbahnlinien die umliegenden Städte zu absorbieren. Bald war es nur noch Breslau, das in Niederschlesien in Bezug auf Größe und Einwohnerzahl Waldenburg übertraf.

Am 22. Oktober 1913 kam es zu einem schweren Unfall. Ein entlaufener Güterwagen der Preußischen Staatsbahn stieß mit einem Zug der Waldenburger Kreisbahn auf einem Bahnübergang zusammen. 14 Menschen starben. 
Eine letzte Erweiterung fand statt, als die Gemeinde Reußendorf im Osten (5 km) mit Waldenburg verbunden wurde. Im Jahr 1927 wurde das Gleis bis zur Hermannstraße in der Neustadt in Betrieb genommen, der Rest erst 1933. Da an einigen Stellen mehrere Linien auf einer Strecke verkehrten, war das Streckennetz (1939) 24 Kilometer lang. Es wurde von 36 Triebwagen mit elf Beiwagen befahren.
Eine Omnibuslinie wurde am 4. April 1927 eröffnet. Sie war 4,1 km lang. Es waren drei Fahrzeuge im Einsatz.

## Elektrizitätswerk Schlesien AG
Die Hauptaktionärin, das Elektrizitätswerk Schlesien in Breslau, übernahm im Jahr 1931 die Niederschlesische Elektricitäts- und Kleinbahn-AG und führte den Bahnbetrieb weiter.
Während des Zweiten Weltkrieges musste über eine Erneuerung des Straßenbahnnetzes entschieden werden. Die eingleisigen, in Seitenlage angelegten Strecken waren nach jahrzehntelangem Betrieb abgenutzt; nicht zuletzt waren durch die zahlreichen Kohlengruben Bergschäden aufgetreten. Es waren noch 35 Motorwagen und 17 Anhänger vorhanden, davon zwei Drittel unbrauchbar. Die neuesten Wagen waren bereits 22 Jahre alt. Durch mangelnden Unterhalt kam es immer wieder zu Unfällen verursacht durch entlaufene Wagen und Bremsversagen, was in der Stadt mit den vielen Hügeln fatal war.

### Umstellung auf Busbetrieb
Man entschied sich damals – wie in vielen anderen Städten – für die schrittweise Umstellung auf den Obusbetrieb, weil dadurch der Gleisunterhalt entfiel und Stahl generell für die Rüstungsindustrie abgezweigt wurde. Ab 27. Oktober 1944 führte eine vier Kilometer lange Obuslinie vom Vierhäuser Platz parallel zur Straßenbahn hinauf zum Bahnhof Dittersbach; anschließend wurde mit dem Bau in Richtung Altwasser begonnen, der erst durch die polnische Verwaltung nach 1945 vollendet wurde.
In den letzten Kriegsjahren verkehrten folgende Nahverkehrslinien:
- 1 Obus: Vierhäuser Platz – Ring – Bahnhof Dittersbach 4,8 km
- 2 Straßenbahn: Hermsdorf – Ring – Vierhäuser Platz – Altwasser – Nieder Salzbrunn 10,9 km
- 3 Straßenbahn: Bad Salzbrunn – Weißstein – Vierhäuser Platz – Auenstraße – Sonnenplatz – Bahnhof Dittersbach 9,5 km

- 4 Straßenbahn: Ring – Sonnenplatz – Neustadt – Reußendorf 5,2 km
- 5 Straßenbahn: Ring – Altwasser – Sandberg (4,7 km; Verstärkungslinie)
- 6 Omnibus: Ring – Graf-Hochberg-Schacht / Großhain 4,5 km

Die Straßenbahn blieb trotz der Obuslinie über das Kriegsende hinaus in vollem Umfang in Betrieb. Erst in den sechziger Jahren begannen die Umstellungen der Straßenbahn.
Als erste (um 1947?) wurde die Strecke nach dem Bahnhof Dittersbach eingestellt, auf der auch die Obuslinie verkehrte, die nun in Altwasser begann. 1960 folgte die Linie nach Nieder Salzbrunn und 1963 die Ost-West-Linie Reußendorf–Innenstadt–Hermsdorf. Den Abschluss bildete die damalige Linie 8 nach Bad Salzbrunn im Oktober 1966.
Kurz zuvor – im Sommer 1966 – verkehrten folgende Linien:
- 1 Obus: Nieder Salzbrunn – Altwasser – Vierhäuser Platz – Bahnhof Dittersbach
- 2 Obus: Nieder Salzbrunn – Altwasser – Vierhäuser Platz – Ring – Hermsdorf
- 3 Obus: Nieder Salzbrunn – Altwasser – Neustadt – Ring – Vierhäuser Platz – Altwasser – Nieder Salzbrunn
- 4 Obus: wie Linie 3, jedoch Gegenkurs in der Innenstadt
- 5 Obus: Reußendorf – Neustadt – Sonnenplatz – Bahnhof Dittersbach
- 6 Obus: Bahnhof Dittersbach – Neustadt – Altwasser – Vierhäuser Platz – Bahnhof Dittersbach
- 7 Obus: Gegenkurs zu Linie 6
- 8 Straßenbahn: Vierhäuser Platz – Weißstein – Bad Salzbrunn
- 9 Obus: Innenstadt – Hermsdorf
- 10 Obus: Reußendorf – Ring – Hermsdorf
- 0? Obus: Reußendorf – Innenstadt – Altwasser – Neubaugebiet Sandberg

Damals zählte die durch Eingemeindungen vergrößerte Stadt Waldenburg etwa 134.000 Einwohner, doppelt so viele wie vor dem Zweiten Weltkrieg.
Der Obus wuchs mit der Reduzierung des Straßenbahnbetriebs bis zum Jahr 1966 auf zehn Linien an mit einem Gesamtnetz von 26 Kilometern Länge. Doch damit war der Höhepunkt überschritten und das Netz schrumpfte nach und nach wieder. Die Gesamtstilllegung des Obusverkehrs erfolgte am 30. Juni 1973.

### Straßenbahnpläne in den 1980er-Jahren
In den 1980er-Jahren plante Wałbrzych den Bau einer Stadtbahn zwischen den Wohnquartieren im Norden der Stadt und den Bergwerken und Industrieanlagen im Süden der Stadt. Das Projekt wurde nicht umgesetzt wegen der Stilllegung der Bergwerke und anderen Anlagen.